# Tài nguyên thiên nhiên
Tài nguyên thiên nhiên là những vật chất có sẵn trong tự nhiên mà con người có thể khai thác, chế biến, sử dụng, phục vụ cuộc sống của con người (rừng cây, các động vật, thực vật quý hiếm, các khoáng sản, các nguồn nước, dầu, khí). Tài nguyên môi trường, hay còn gọi là tài nguyên thiên nhiên là một bộ phận thiết yếu của môi trường, có quan hệ chặt chẽ với môi trường. Tài nguyên thiên nhiên không bao gồm: các sản phẩm tái chế, các sản phẩm thuộc phân khúc rác thải, lương thực đã chế biến, các sản phẩm công-nông nghiệp như cá, tôm, nhựa, giấy, gạo, các sản phẩm từ ngành công nghiệp nói chung và ngành thời trang nói riêng.
Các loại tài nguyên thiên nhiên gồm: Tài nguyên tái tạo là tài nguyên có thể tự duy trì hoặc tự bổ sung một cách liên tục khi được quản lý một cách hợp lý. Tuy nhiên, nếu sử dụng không hợp lý, tài nguyên tái tạo có thể bị suy thoái không thể tái tạo được. Ví dụ: tài nguyên nước có thể bị ô nhiễm, tài nguyên đất có thể bị mặn hoá, bạc màu, xói mòn,... Tài nguyên không tái tạo là loại tài nguyên tồn tại hữu hạn, sẽ mất đi hoặc biến đổi sau quá trình sử dụng. Ví dụ như tài nguyên khoáng sản như dầu mỏ, than đá của một mỏ có thể bị cạn kiệt sau khi khai thác. Tài nguyên năng lượng vĩnh cửu là những nguồn năng lượng sạch, khi sử dụng không gây ô nhiễm môi trường và mất đi như năng lượng mặt trời, năng lượng gió, năng lượng sóng biển, năng lượng nhiệt hạch, ...